# 삼성 갤럭시 엑스커버 4
삼성 갤럭시 엑스커버 4 (Samsung Galaxy X Cover 4)는 삼성전자가 제조/판매하는 안드로이드 스마트폰이다.

## 운영체제/소프트웨어

### 안드로이드7.0 누가
안드로이드 7.0 누가를 탑재하여 출시했다.